# Maui-alauahio
Maui-alauahio (Paroreomyza montana) är en starkt utrotningshotad fågel i familjen finkar. Den förekommer på en enda ö i Hawaiiöarna.

## Utseende och läten
Maui-alauahio är en liten (11 cm), sångarlik fink med rak och tunn näbb. Hanen är lysande guldgul i ansiktet och på undersidan. Hjässan och resten av ovansidan är olivgrön. Den kan även uppvisa en liten svart fläck på tygeln. Näbben är mörk ovan, gulskär under. Honan liknar hanen men är mer dämpad i färgerna. Sången beskrivs i engelsk litteratur som ett livligt "whurdy-wheesee-whurdy-chick" eller en längre variant som påminner om husfinken. Lätet är ett vasst "cheeck" eller "chirk".

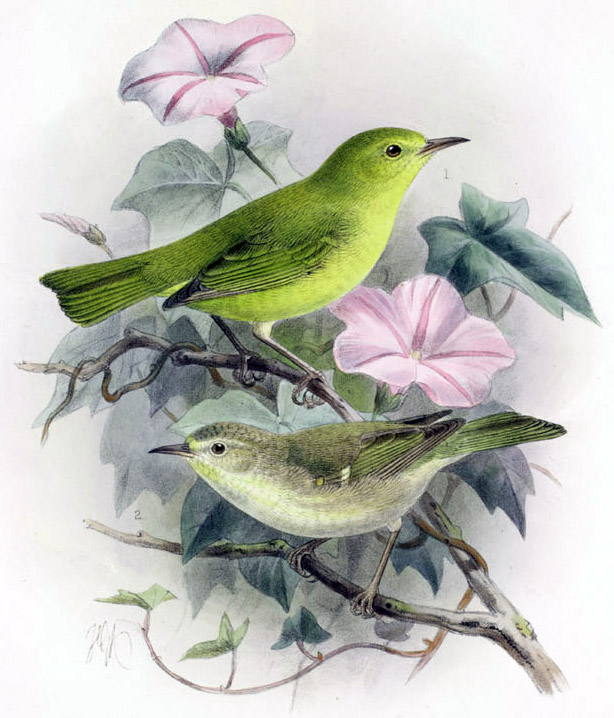

## Utbredning och systematik
Som namnet avslöjar förekommer fågeln på ön Maui i Hawaiiöarna. Där hittas den enbart i regnskogar i bergen på östra delen av ön. Tidigare förekom den dock även på grannön Lanai. Den behandlas antingen som monotypisk eller delas in i två underarter med följande utbredning:
- Paroreomyza montana montana – Maui
- Paroreomyza montana newtoni – Lanai, utdöd

### Familjetillhörighet
Arten tillhör en grupp med fåglar som kallas hawaiifinkar. Länge behandlades de som en egen familj. Genetiska studier visar dock att de trots ibland mycket avvikande utseende är en del av familjen finkar, närmast släkt med rosenfinkarna. Arternas ibland avvikande morfologi är en anpassning till olika ekologiska nischer i Hawaiiöarna, där andra småfåglar i stort sett saknas helt.

## Levnadssätt
Fågeln hittas i tät och fuktig skog dominerad av myrtenväxten Metrosideros polymorpha. Den hittas också i andra typer av skog, buskmarker och savannmiljöer med både inhemska och införda växtarter. Födan består huvudsakligen av ryggradslösa djur och nektar. Den ses i små familjegrupper med två till sex fåglar.

## Status och hot
Internationella naturvårdsunionen IUCN kategoriserar arten som starkt hotad. Den har ett mycket litet utbredningsområde som påverkas av skogsbränder och överbetning. Vidare hotas den av sjukdomar och predation från införda däggdjur. Världspopulationen uppskattas till mellan 60 000 och 70 000 vuxna individer.